# Раичевич, Владимир
Вла́димир Раи́чевич (род. 2 мая 1949, Травник) — сербский, ранее югославский, шахматист; гроссмейстер (1976). В открытом чемпионате Югославии (1973) — 3-9-е места. Лучшие результаты в международных турнирах: Сомбор (1974 и 1978) — 3-е и 2-3-е; Нови-Сад (1974) — 3-е; Врнячка-Баня (1975 и 1976) — 5-6-е и 1-2-е; Белград (1977) — 1-е; Сараево (1978) — 1-е; Баймок (1984) — 1-5-е; Валево (1984) — 1-е; Суботица (1984) и Бела-Црква (1985) — 2-е; Нови-Бечей (1985) — 1-е; Панчево (1985) — 3-5-е; Блед (1986) — 1-2-е; Скопье (1987) — 2-7-е места. 

## Изменения рейтинга
| Графики недоступны из-за технических проблем. См. информацию на Фабрикаторе и на mediawiki.org. |